# (33351) 1998 XZ89
1998 XZ89 (asteroide 33351) é um asteroide da cintura principal. Possui uma excentricidade de 0.20660960 e uma inclinação de 12.52067º.
Este asteroide foi descoberto no dia 15 de dezembro de 1998 por LINEAR em Socorro.